# Kaposvár–Barcs-vasútvonal
Az egykori Kaposvár–Barcs-vasútvonal Somogy megye délkeleti részén húzódott, utoljára az 56-os menetrendi számot viselte.

## Története
A Somogyvármegyei Egyesült HÉV társaság által épített helyiérdekű vasútvonal a MÁV Dombóvár–Gyékényes-vasútvonalán létesített új állomástól, Kaposmérőtől indult és a Pécs–Barcs vonalon, szintén új építésű Középrigóc (akkoriban Rigócz) állomásig tartott. A vasútvonal forgalmi kezdőpontja Kaposvár állomás, a végpontja Barcs állomás volt, a társaság ezeket több vágánnyal ki is bővítette. Az 50,5 km hosszú vonalat 1905. november 17-én nyitották meg. A felépítmény 23,6 kg/fm tömegű, „i” jelű sínekből épült, a pályára 12 tonna tengelyterhelést és 40 km/h sebességet engedélyeztek.

## Megszüntetése
A vasútvonalon 1979. december 31-én ment el az utolsó személyvonat. 1981-ben a teherforgalom is megszűnt a vonalon.